# Chvojnica (Prievidza)
|  | No s'ha de confondre amb Chvojnica (Myjava). |

Chvojnica és un poble i municipi d'Eslovàquia que es troba a la regió de Trenčín. La primera menció escrita de la vila es remunta al 1614.

## Demografia
| Godina             | 1994 | 2004    | 2014    | 2024    |
| ------------------ | ---- | ------- | ------- | ------- |
| Nombre de persones | 209  | 232     | 258     | 224     |
| Diferència         |      | +11,00% | +11,20% | −13,17% |

| Godina             | 2023 | 2024   |
| ------------------ | ---- | ------ |
| Nombre de persones | 226  | 224    |
| Diferència         |      | −0,88% |